# Sparatoria all'O.K. Corral
La sparatoria all'O.K. Corral è un episodio della storia del Far West, che ebbe luogo il 26 ottobre 1881 nei pressi di Tombstone, in Arizona, e che ha ispirato numerosi film western.
Il conflitto a fuoco vide protagonisti i fratelli Earp (Wyatt, Virgil e Morgan, tutti funzionari di polizia) affiancati dal pistolero Doc Holliday, contro alcuni componenti della banda dei Cowboys: i fratelli Billy e Ike Clanton, i fratelli Frank e Tom McLaury e Billy Claiborne.
Lo scontro si concluse con la vittoria degli Earp e la morte dei fratelli McLaury e Billy Clanton.
Da ciò si scatenò una serie di eventi che portarono all'uccisione di Morgan Earp e alla cosiddetta Vendetta degli Earp.

## Il contesto

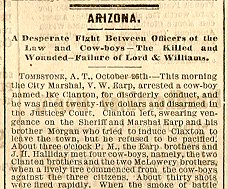
Un articolo su un giornale dell'epoca

Nel 1881 Tombstone era uno di quei tipici centri della "frontiera" americana caratterizzati da un tumultuoso sviluppo e una rapidissima crescita. Sorto solo due anni prima nell'allora territorio autonomo dell'Arizona per sfruttare le ricchissime miniere d'argento scoperte nella zona, era passato dai 100 abitanti iniziali ai 3000 dell'anno successivo e agli oltre 7000 del 1881, di cui circa 6000 minatori; ma soprattutto vi erano state concesse oltre 100 licenze per la vendita di liquori e vi si contavano 14 case da gioco, oltre agli alberghi, le sale da ballo e i bordelli aperti ventiquattr'ore al giorno.
Distante una cinquantina di chilometri dal confine con il Messico, Tombstone era anche il ricco mercato illegale del bestiame rubato nei ranch dello stato messicano di Sonora dai fuorilegge della banda Cowboys.
I fratelli Earp svolgevano a vario titolo il ruolo di funzionario locale di polizia: quando giunsero in città nel 1880 Wyatt e Morgan vennero assunti dalla Wells Fargo come scorta armata delle diligenze della compagnia, mentre Virgil, il più anziano, era uno U.S. Marshal; Wyatt in seguito riuscì a farsi nominare vice-sceriffo, mentre Morgan divenne il vice di Virgil.

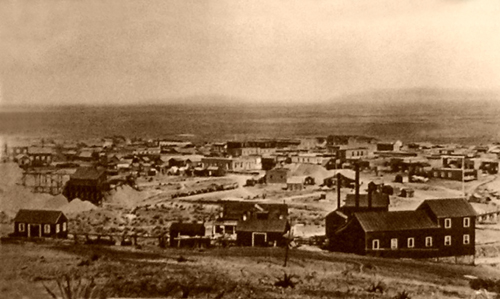
L'abitato di Tombstone all'epoca della sparatoria

## Fatti antecedenti
Le motivazioni che portarono al conflitto a fuoco sono difficili da dipanare e ricostruire, le due seguenti fazioni erano divise da motivi politici, da interessi economici e anche ideologici:
- I McLaury, i Clanton e il resto della banda Cowboys erano considerati dagli Earp come dei vili ladri di bestiame, furfanti e assassini. Del resto, nella zona il termine "cowboy" aveva una valenza tanto negativa da essere considerato alla stregua di un insulto; spesso lo si usava per indicare i gruppi di fuorilegge privi di controllo che scorrazzavano in città e nella campagna ed erano implicati nella maggior parte dei delitti[7]. A differenza delle moderne gang, le bande di cowboy non avevano delle strutture formali e i loro membri erano legati solo da rapporti di parentela o d'interesse momentaneo, non seguivano gli ordini di un leader ma collaboravano fra loro solo per amicizia o complicità. Contrariamente a questa visione generale, però, a Tombstone non godevano di cattiva reputazione, e molti uomini d'affari li consideravano come fonte di ricchezza per i loro saloon e case da gioco. Sebbene Ike Clanton non fosse benvisto a causa del suo comportamento violento quando era ubriaco, al contrario suo fratello Billy era molto popolare.
- Gli avversari vedevano negli Earp dei damerini con il distintivo che facevano rispettare la legge in maniera spavalda. I fratelli Earp (soprattutto Wyatt), figure leggendarie di difensori della legge nell'epoca del Far West, secondo alcune più moderne ricostruzioni storiografiche in realtà erano visti in città come persone che sfruttavano la posizione di uomini di legge a favore delle proprie attività di giocatori d'azzardo e sfruttamento della prostituzione (allora legale) e applicavano spesso la legge seguendo più le loro simpatie o antipatie personali che i meri fatti. Tali ricostruzioni risultano tuttavia non supportate da parte degli storici.[senza fonte]

L'episodio chiave che portò alla sparatoria fu un tentativo di assalto alla diligenza il 15 marzo 1881, nel quale persero la vita due persone. In quel periodo Wyatt Earp concorreva all'elezione di sceriffo della Contea di Cochise e aveva come avversario Johnny Behan. Wyatt affermò in seguito di aver cercato di indurre Ike Clanton a rivelare i nomi degli assalitori promettendogli di consegnargli la taglia offerta dalla Wells Fargo, titolare della diligenza assaltata. Probabilmente Wyatt era convinto che la gloria per aver acciuffato i rapinatori della diligenza l'avrebbe sostenuto nella corsa all'elezione di sceriffo, e affermò che Ike Clanton avesse rifiutato l'offerta dopo che i veri responsabili della rapina erano stati tutti uccisi in altri episodi. Ike Clanton, da parte sua, affermò durante il processo successivo alla sparatoria che Wyatt e Doc Holliday fossero entrambi coinvolti nella rapina e che cercarono di ucciderlo perché lui ne era a conoscenza, ma non riuscì mai a spiegare per quale motivo, come lui stesso disse, i due avrebbero dovuto rivelargli una notizia del genere.

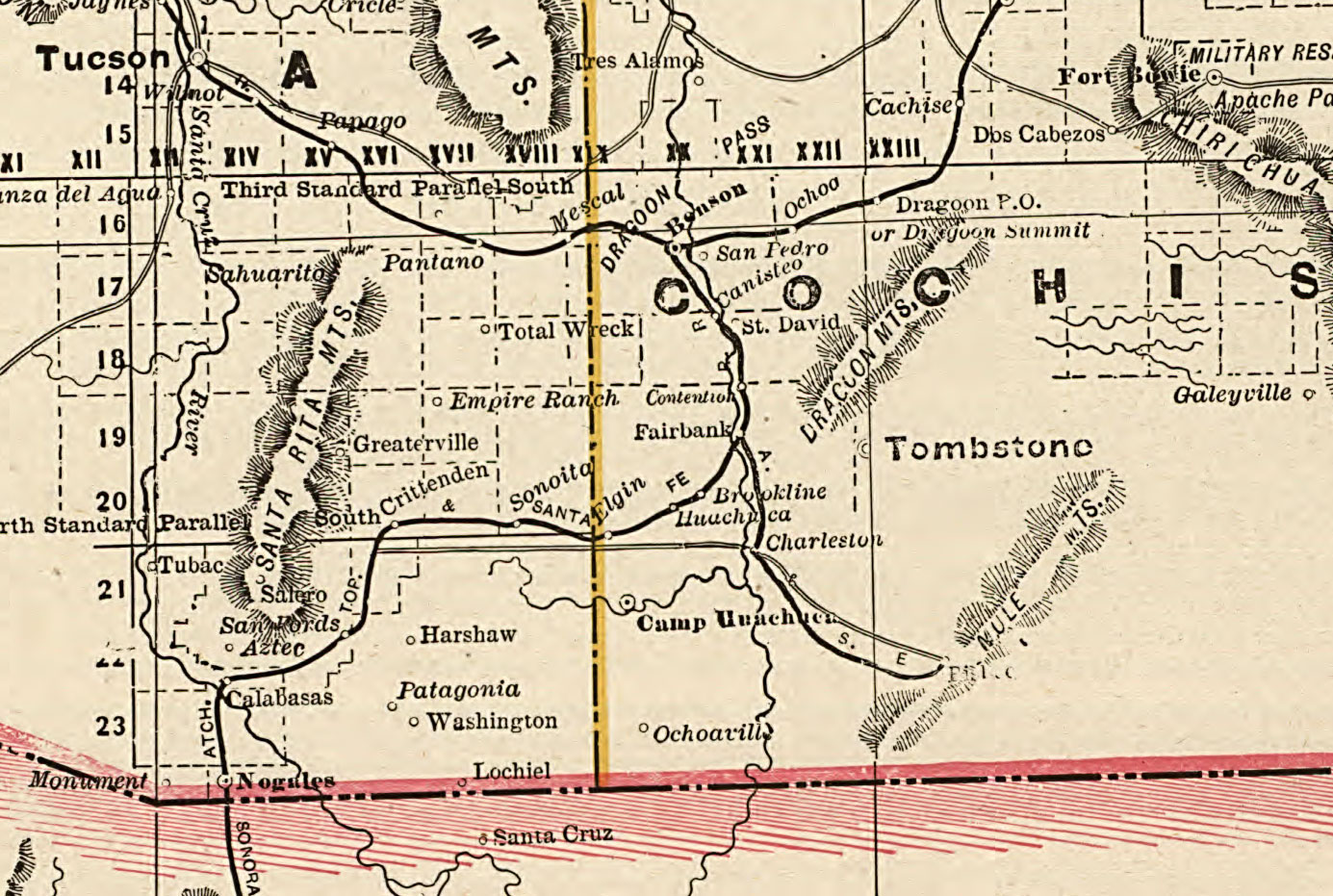
La zona sudorientale dell'Arizona, con Tombstone e la contea di Cochise, in una mappa del 1887

Giovedì 25 ottobre del 1881 Ike Clanton e Tom McLaury partirono dal Chandler's Milk Ranch in direzione di Tombstone. Essi giunsero in città a bordo di un carro intorno alle 11 del mattino per acquistare delle provviste. La notte dello stesso giorno, Clanton ebbe uno scontro verbale con Morgan Earp e Doc Holliday: quest'ultimo cercò di provocare Clanton tirando fuori la pistola, Wyatt e Morgan Earp erano presenti e Wyatt disse a Morgan che in qualità di uomo di legge avrebbe dovuto intervenire. Tuttavia non venne arrestato nessuno. Ike Clanton minacciò di uccidere Doc Holliday e tutti gli Earp, ma nel frattempo Wyatt andò a dormire.

## La sparatoria
Il fatto ebbe luogo il 26 ottobre 1881, poco dopo le 14.30, in una stretta striscia di terreno non ancora assegnata nota come "lotto 2", nel 17º blocco, non molto distante dall'ingresso posteriore del corral (ricovero per cavalli) di Tombstone, in Arizona. I fratelli Wyatt Earp, Morgan Earp e Virgil Earp con Doc Holliday duellarono contro Billy Claiborne, Frank McLaury, Tom McLaury, Billy Clanton e Ike Clanton. In trenta secondi furono sparati una trentina di colpi di pistola. I due McLaury vennero uccisi, così come Billy Clanton, mentre Billy Claiborne e Ike Clanton fuggirono perché disarmati. Sull'altro fronte, Morgan Earp, Virgil Earp e Doc Holliday rimasero feriti, ma sopravvissero. Wyatt Earp rimase illeso e incolume.
Sebbene abbia causato un numero relativamente basso di vittime, questo scontro a fuoco viene generalmente indicato come il più celebre del Far West. È molto più noto di altre sparatorie dove le vittime furono anche più numerose (ad esempio la sparatoria dei quattro morti in cinque secondi, che coinvolse lo sceriffo di El Paso e il pistolero Dallas Stoudenmire, o la sparatoria di Hide Park nel Kansas) ed è divenuto rappresentativo di quell'epoca e di quei vasti territori di "frontiera" dove tutto era ancora da scoprire e da costruire, ma dove la legge non era ancora arrivata o vi era rappresentata troppo debolmente per scoraggiare i soprusi e le violenze di lestofanti e fuorilegge.

## La sparatoria nella cultura di massa

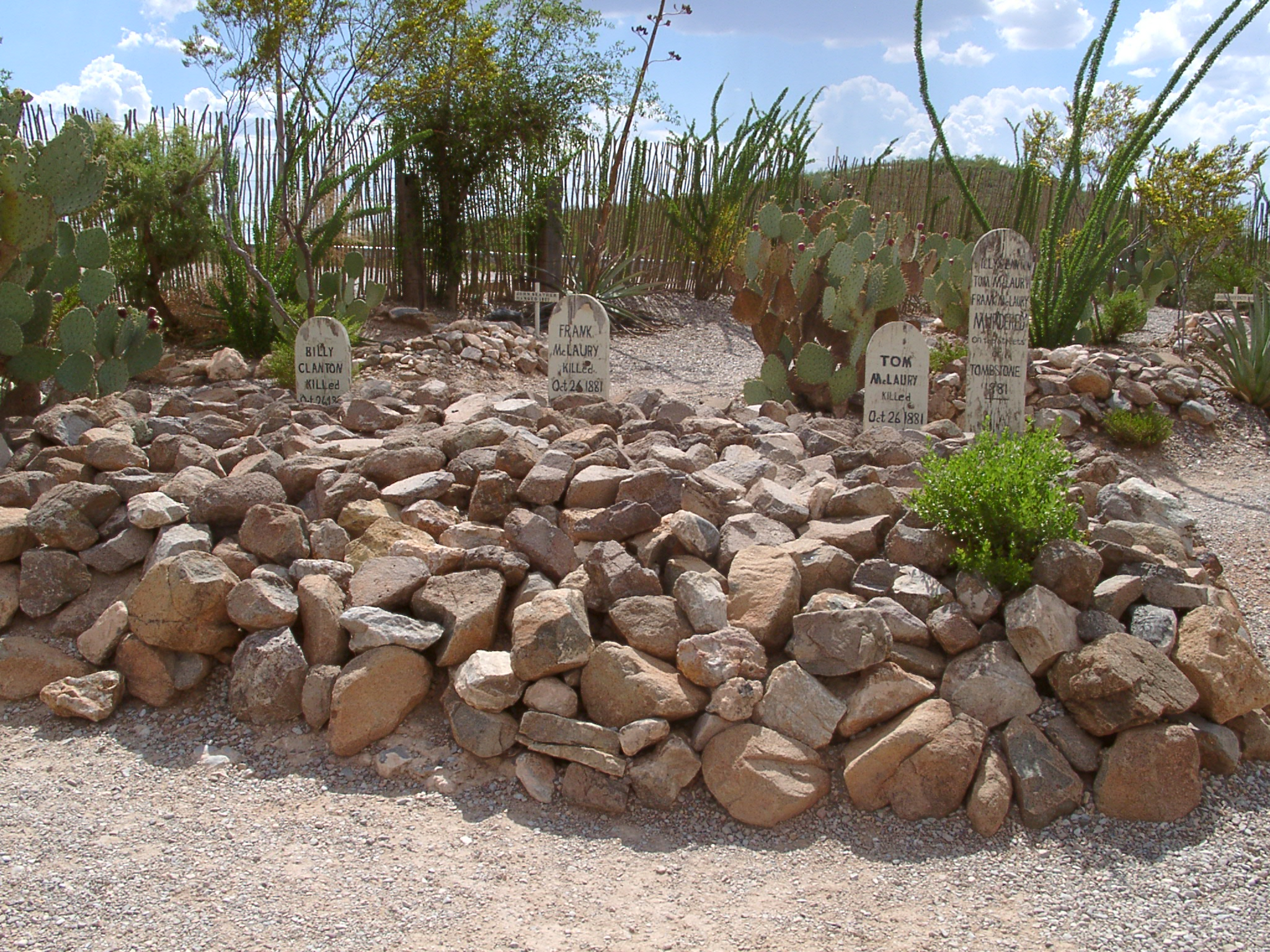
Le tombe di Billy Clanton, Frank McLaury e Tom McLaury al Boot Hill Cemetery di Tombstone

La sparatoria all'O.K. Corral restò pressoché sconosciuta al vasto pubblico - compreso quello americano - fino al 1931, due anni dopo la morte di Wyatt Earp, quando lo scrittore Stuart N. Lake pubblicò la biografia Wyatt Earp, frontier marshal, narrando l'episodio con i toni epici di un romanzo. Lake riscrisse poi la storia nel 1946 per il regista John Ford che la utilizzò nel suo film Sfida infernale (My Darling Clementine) con Henry Fonda. Fu tuttavia il successivo film di John Sturges del 1957, Sfida all'O.K. Corral, con Burt Lancaster e Kirk Douglas, a dare la più ampia notorietà al duello di Tombstone, che da allora è popolarmente conosciuto proprio con il titolo di questo film. In seguito la sparatoria è stata narrata, più o meno fedelmente, in numerosi altri libri e film western.

### Film

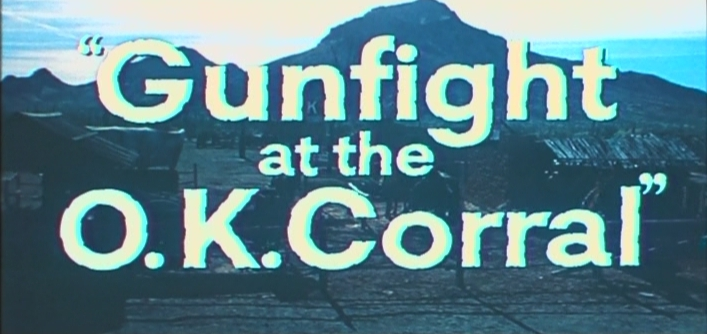
I titoli del film Sfida all'O.K. Corral (1957), diretto da John Sturges

L'epica sparatoria è stata riproposta sul grande schermo in sette pellicole:
- La prima trasposizione cinematografica è stata realizzata da Allan Dwan nel 1939 con il titolo Gli indomabili, con Randolph Scott e Cesar Romero.
- Nel 1946 esce Sfida infernale, diretto da uno dei maestri del cinema western, John Ford, con Henry Fonda e Victor Mature.
- Nel 1957 è la volta di Sfida all'O.K. Corral, diretto da John Sturges, con Burt Lancaster e Kirk Douglas.
- Nel 1971 esce invece Doc, diretto da Frank Perry, con Harris Yulin e Stacy Keach.
- Il duello è stato riproposto nel 1993 nel film Tombstone, con Kurt Russell e Val Kilmer.
- Nel 1994 la sparatoria è stata raccontata in Wyatt Earp, con Kevin Costner e Dennis Quaid.

- In Wyatt Earp - La leggenda (Wyatt Earp's Revenge), film del 2012 di Michael Feifer, Wyatt Earp è interpretato da Shawn Roberts nell'anno 1878 e da Val Kilmer nel 1907.

### Citazioni
- Nel 1997 l'episodio viene citato in A spasso nel tempo - L'avventura continua con Christian De Sica e Massimo Boldi.
- L'episodio viene citato all'interno di Non è un paese per vecchi, del 2007, diretto dai fratelli Coen, dal vicesceriffo Wendell.
- L'episodio viene citato all'interno di Transformers - La vendetta del caduto (2009), diretto da Michael Bay, dall'agente Simmons.
- L'episodio viene citato all'interno di Black Hawk Down - Black Hawk abbattuto (2001), diretto da Ridley Scott, da Osman Ali Atto al Maggior Generale William F. Garrison

### Serie TV
- Nel 1968 la celebre sparatoria è stata rievocata dal sesto episodio della terza stagione di Star Trek, dal titolo Lo spettro di una pistola.
- La storia fa da cornice all'episodio The Gunfighters della terza stagione della serie classica di Doctor Who, andato in onda a puntate tra il 30 aprile e il 21 maggio 1966.

### Romanzi
- Will Henry ha scritto un libro dal titolo La grande sfida di Tombstone.

### Fumetti
- Gli albi 24/28 della serie francese Blueberry, creata da Jean-Michel Charlier e Jean Giraud, si svolgono a Tombstone nei giorni precedenti e successivi alla sparatoria (che si svolge fra le ultime pagine del ventisettesimo episodio, OK Corral, e le prime del ventottesimo, Dust).
- Una versione cartoonesca degli eventi ha luogo nell'albo O.K. Corral della collana di Lucky Luke.

### Musica
- Nel 1959 la stella del country Carl Perkins scrisse per l'amico Johnny Cash The Ballad of Boot Hill (inclusa poi in Sings the Ballads of the True West), canzone ispirata agli eventi avvenuti durante questa sparatoria a Tombstone.
- Nitro ha scritto una canzone con MadMan per il suo album del 2018 (No comment) chiamata, appunto, O.K. Corral.

### Fonti
- (EN)  Stuart N. Lake, Wyatt Earp, frontier marshal, 1931. Prima biografia autorizzata di Wyatt Earp, basata su di un'intervista rilasciata a Lake da Earp nel 1928. Il volume raccoglie anche i testi dell'autobiografia che Earp dettò nel 1926 a John H. Flood.
- (EN)  Alford E. Turner, The O.K. Corral inquest, College Station (Texas), 1981, ISBN 0-932702-16-3. Il volume raccoglie i documenti originali del processo condotto dal giudice di pace Spicer, analizzati ed annotati dell'autore Turner. Viene considerata la più autorevole fonte di informazioni sugli Earp.
- (EN)  I Married Wyatt Earp: The Recollections of Josephine Sarah Marcus Earp, ed. Glenn G. Boyer, University of Arizona Press, 1998, ISBN 0-8165-0583-7. Le memorie della moglie di Wyatt Earp, Josephine Marcus.
- (EN)  William Milton Breakenridge,  Helldorado. Bringing the law to the mesquite, Boston, Houghton Mifflin, 1928. Nuova edizione a cura di Richard Maxwell Brown: Madison, The Lakeside Press, 1982. Riedizione (qui utilizzata e parzialmente consultabile su Google Libri): Lincoln, University of Nebraska Press, 1992, ISBN 978-0-8032-6100-6. In questo volume dell'ex aiutante dello sceriffo Behan, la figura di Wyatt Earp viene presentata in chiave apertamente negativa. Il punto di vista di Breakenridge aiuta però a stemperare notevolmente i toni aulici di Stuart Lake.
- (EN)  Walter Noble Burns, Tombstone, an Iliad of the West, 1927, ed. Casey Tefertiller, University of New Mexico Press, 1999, ISBN 0-8263-2154-2.

### Studi
- Domenico Rizzi, O.K. Corral 1881, Roma, Chillemi, 2012. ISBN 978-88-96522-81-3.
- Andrea Bosco e Domenico Rizzi, I cavalieri del West. Storia, cinema, leggenda, Recco, Le mani, 2011, ISBN 978-88-8012-604-1.
- (EN)  Steve Gatto, The Real Wyatt Earp: A Documentary Biography, Silver City, 2000. ISBN 0-944383-50-5.
- (EN)  Allen Barra, Inventing Wyatt Earp: His Life and Many Legends, New York, 1998. ISBN 0-7867-0685-6.
- (EN)  Casey Tefertiller, Wyatt Earp: The Life Behind the Legend, New York, 1997. ISBN 0-471-18967-7.
- (EN)  Grace McCool, GUNSMOKE: The True Story of Old Tombstone, Tucson, 1990. ISBN 0-918080-52-5.
- (EN)  Paula Mitchell Marks, And Die in the West: the story of the O.K. Corral gunfight, New York, 1989. ISBN 0-671-70614-4.